# Journal of the American Society for Mass Spectrometry
Journal of the American Society for Mass Spectrometry (abrégé en J. Am. Soc. Mass Spectrom.) est une revue scientifique à comité de lecture. Ce mensuel publie des articles de recherches originales concernant la spectrométrie de masse.
D'après le Journal Citation Reports, le facteur d'impact de ce journal était de 2,945 en 2014. Actuellement, le directeur de publication est Michael Gross (Université Washington à Saint-Louis, États-Unis).